# 더 리치
《더 리치》(영어: Beyond the Reach)는 2014년 공개된 미국의 스릴러 영화이다.

## 줄거리
재벌 사냥꾼 존은 한 노인을 사냥감으로 착각해 쏴죽인 뒤 사냥 길잡이 청년 벤을 입막음하기 위해 벤을 총으로 위협하여 알몸으로 만든다. 존은 벤을 환경에 노출시키고 탈수 증세를 일으켜 사망을 유도하기 위해 벤이 모하비 사막을 헤매게 만든다.

## 출연
- 마이클 더글러스 - 존 매딕 역
- 제러미 어바인 - 벤 역
- 로니 콕스 - J. 롭 보안관 역
- 해나 맹건로런스 - 레이나 역
- 퍼트리샤 베슌 - 비서 역

## 기타 제작진
- 의상: 랄리 푸어